# خیلی دیر
خیلی دیر (رومانیایی: Prea târziu) یک فیلم درام رومانیایی به کارگردانی لوچیان پینتیلیه است که در سال ۱۹۹۶ منتشر شد.

## بازیگران
- رزوان واسیلسکو
- یوان فیسکوتئانو
- ویکتور ربنجوک
- دورل ویشان
- لومینیتسا گئورگیو
- شربان یونسکو
- دان کوندوراکه
- میهای گرویا ساندو
- امیل هُـشتینا
- فلورین کالینسکو
- چچیلیا بربورا